# هلمدون
هلمدون (به انگلیسی: Helmdon) یک روستا و محله مدنی در بریتانیا است که در ساوت نورث‌همپتون‌شر واقع شده‌است. هلمدون ۸۹۹ نفر جمعیت دارد.